# Нитрозоний

Структура ионов нитрозония

Нитрозоний — катион NO+, образующийся при растворении некоторых оксидов азота в концентрированной серной кислоте.

## Реакции с образованием NO+
- {\displaystyle {\mathsf {N_{2}O_{3}+H_{2}SO_{4}}}}(конц.){\displaystyle \longrightarrow {\mathsf {2NO^{+}+3HSO_{4}^{-}+H_{3}O^{+}}}}
- {\displaystyle {\mathsf {N_{2}O_{4}+H_{2}SO_{4}}}}(конц.){\displaystyle \longrightarrow {\mathsf {NO^{+}+3HSO_{4}^{-}+H_{3}O^{+}+NO_{2}^{+}}}}

## Электронная структура
Поскольку отщепление электрона происходит с разрыхляющей орбитали молекулы NO, связь в NO+-ионе прочнее, чем в молекуле NO; длина связи уменьшается на 0,09 А, а частота валентных колебаний возрастает от 1840 см−1 в молекуле NO до 2150—2400 см−1 (в зависимости от окружения) в ионе NO+.

## Применение
Ион нитрозония применяется для диазотирования дезактивированых (то есть имеющие электроноакцепторные заместители в кольце, и как следствие являющиеся слабоосновными) в этой реакции ароматических аминов, которые не подвергаются диазотированию другими способами.